# Ptolemaios (Sohn des Thraseas)
Ptolemaios (altgriechisch Πτολεμαῖος), Sohn des Thraseas, war ein griechischer Feldherr und Beamter im Dienst der ägyptischen Könige der Ptolemäerdynastie und der syrischen Könige der Seleukidendynastie während des 3. und 4. vorchristlichen Jahrhunderts.
Ptolemaios entstammte einer griechischen Beamtenfamilie, die loyal im Dienst der Ptolemäer stand. Sein Großvater, Aetos I., wie auch sein Vater und sein Cousin, Aetos III., amtierten als strategoi der Provinz Kilikien. Sein Vater war darüber hinaus auch Statthalter der Provinzen Syrien (heutiges Palästina und Israel) und Phönikien und erhielt die Ehrenbürgerwürde von Alexandria und Athen. Genannt wurde Ptolemaios erstmals im Jahr 219 v. Chr. als Offizier eines ptolemäisch-ägyptischen Heeres, das zu Beginn des Vierten Syrischen Krieges gegen ein seleukidisches Heer kämpfte. Um dieselbe Zeit amtierte er bereits als strategos der Provinzen Syrien und Phönikien, womöglich als direkter Amtsnachfolger seines Vaters. Im Jahr 217 v. Chr. war er einer der Befehlshaber der im Zentrum kämpfenden makedonischen Phalanx des ptolemäischen Heeres in der siegreichen Schlacht von Raphia.
Um das Jahr 202/201 v. Chr. aber, während der Regierung des noch unmündigen Ptolemaios V., wechselte Ptolemaios gemeinsam mit seinen Brüdern Apollonios und Thraseas auf die Seite des Seleukiden Antiochos III. über. Mit sich nahm er auch seine Provinzen, wobei er wohl auch die Unterstützung der örtlichen Bevölkerung hatte. Jedenfalls konnte Antiochos III. im Jahr 201 v. Chr. widerstandslos in Jerusalem einziehen. Dies löste allerdings den Fünften Syrischen Krieg aus und führte im Jahr 200 v. Chr. zur zeitweiligen Besetzung von Judäa und Jerusalem durch den ptolemäischen Feldherren Skopas. Ein erfolgreicher Gegenschlag des Antiochos III. im Jahr darauf brachte die Provinz Syrien aber wieder unter die endgültige Kontrolle der Seleukiden.
Ptolemaios verblieb auch unter der seleukidischen Herrschaft im Amt des strategos und Hohepriester von Koilesyrien und Phönikien, als solcher nannte er sich in einer Schenkung an das Gymnasium von Soloi in Kilikien. Von König Antiochos III. nahm er nach Flavius Josephus die Erteilung mehrerer Privilegien für das judäische Volk entgegen. Sein Amtsnachfolger als Statthalter wurde sein Bruder Apollonios.